# Alexandru Arbore
Alexandru Arbore (n. 20 iunie 1890, Cogeasca, comuna Lețcani, județul Iași - d. 26 noiembrie 1953, București) a fost un etnograf și istoric român.

## Viața și activitatea
S-a născut în satul Cogeasca la data de 20 iunie 1890. A terminat studiile secundare la Iași și Tulcea, universitare - drept și litere în 1914 la București. A fost profesor secundar. A condus, în 1925, o secție a Institutului de la Sibiu pentru studiul Europei sud-orientale. Cercetări laborioase privind istoria Dobrogei, stăruind în special asupra aspectelor etnografice. Colaborator la Analele Dobrogei și Arhiva Drobogei.

## Opera
Lucrări
- Din etnografia Dobrogei (1920)
- O reîncercare de reconstituire a trecutului românilor din Dobrogea (1922)
- Toponimie putneană (1930)
- Aspecte caracteristice din viața populară dobrogeană (1931)
- La culture roumaine en Dobroudja (1938)